# Ühlingen

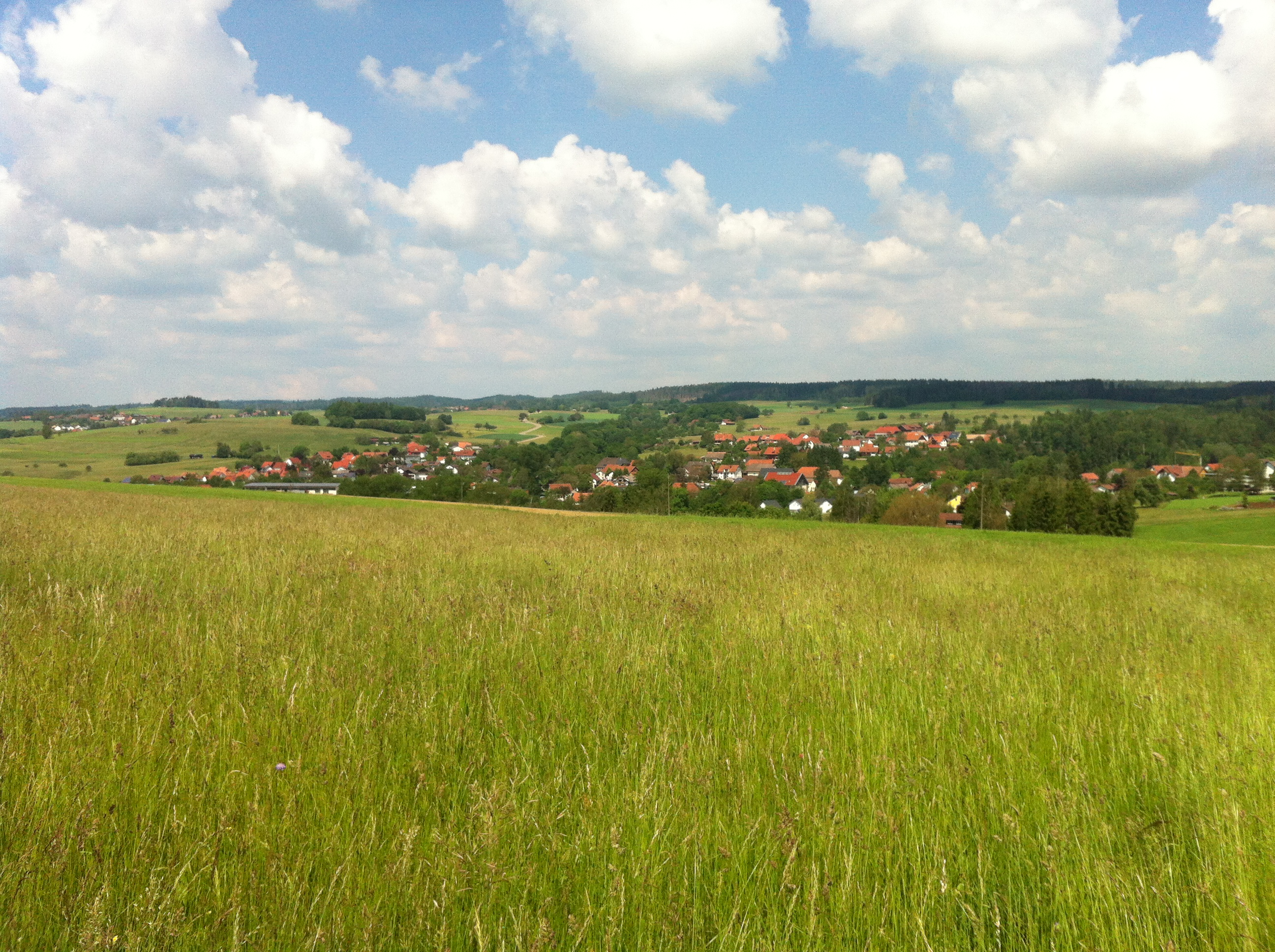
Blick von Süden aus Richtung Untermettingen auf Ühlingen

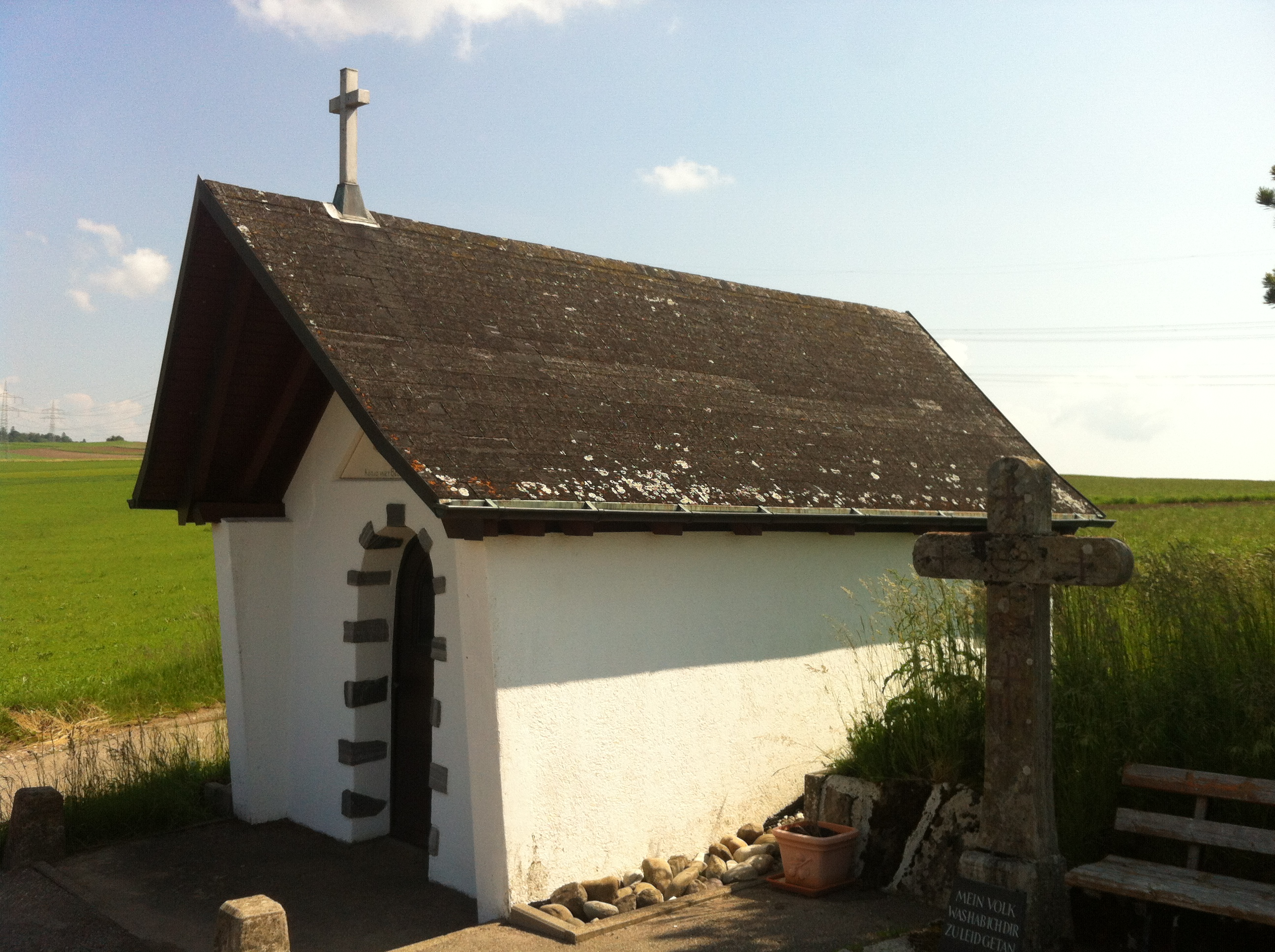
Die 1808 errichtete Jakobus-Kapelle auf der Anhöhe vor der Ortschaft

Ühlingen ist ein Ort im Landkreis Waldshut in Baden-Württemberg und zusammen mit Birkendorf Namensgeber der Gemeinde Ühlingen-Birkendorf. Durch Rathaus und Verwaltung ist Ühlingen als der politische Hauptort der Gemeinde gesetzt. Der Ortsteil Ühlingen konnte im Jahr 2016 das 1200-jährige Bestehen feiern. Ortsvorsteher ist Klaus Müller.

## Lage
Ühlingen liegt auf einer der vom Hochrheintal ansteigenden Hochebenen des Südschwarzwalds. Die Ortschaft liegt an einer Verkehrskreuzung, die südlich über Untermettingen (L 158) an die untere Wutach ausfächert sowie aus Stühlingen heranführt und entlang dem Schlüchttal mit Tiengen verbindet. Nach Norden führt die Straße weiter über Birkendorf (nach Bonndorf) und Grafenhausen nach Rothaus an den Schluchsee. Abzweigungen im Ort ins nähere Umfeld. Zu Ühlingen zählen die Weiler Schelgen, Ober- und Unter-Witzhalden sowie die Stockenhöfe.

## Gemeinde
Bei der schrittweisen Gemeindefusion 1971 bis 1975 hatten die Bürgerschaften der verschiedenen Orte vereinbart, dass die Ortschaften ein aktives Gremium behalten sollten, deren Sachkenntnisse und auch das Wissen um Sozialstrukturen der Gesamtgemeinde in Beratung zukommen würde. Die Ortschaften verfügen dabei im Sinne des baden-württembergischen Kommunalrechts damit über eine begrenzte Selbstverwaltung. Organe dieser Selbstverwaltung sind der Ortschaftsrat und der Ortsvorsteher. Mit dem Zusammenschluss richtete auch Ühlingen einen Ortschaftsrat mit Ortsvorsteher ein. Der Ortschaftsrat und der (Gesamt-)Gemeinderat bewirken Vorhaben, die dann auch effizient und mit Ideen, Eigenleistungen der Bürgerschaft und fachkundiger Ausführung beteiligter Firmen und Gewerke realisiert werden können. Sichtbar wird dies gerade auch in der fantasievollen Gestaltung des Abenteuerspielplatzes und des benachbarten „Pumptracks“. Mittel aus Vereinen und dem Ortschaftsrats, aus Förderungen und Gemeindebeteiligungen fließen dabei zusammen.

### Aktivitäten 2021
Infolge der Corona-Pandemie „(war) das Vereins- und öffentliche Leben […] auch im vergangenen Jahr nahezu stillgelegt. Was draußen und mit Abstand möglich war, konnte hingegen stattfinden.“ Reparaturen (Ruhebänke), ein Aussichtspunkt, Bepflanzungen und Verbindungswege wurden hergestellt und nach Angaben des Ortsvorstehers Klaus Müller auch „die Ortskernsanierung beendet und der Mehrgenerationenpark seiner Bestimmung übergeben.“ Da auch für 2022 keine grundlegende Änderung der derzeitigen Situation zu erwarten ist, sind auch weiterhin viele Maßnahmen in Eigenleistung und aufgrund der Initiativen von Bürgern vorgesehen.

## Bürgeraktivitäten und Maßnahmen der Gemeinde
Beispiele von Initiativen und Aktivitäten des Ortschaftsrates und mit vom Gemeinderat beschlossene und von der Gemeindeverwaltung durchgeführte Maßnahmen:

### Ortskernsanierung
Die in drei Bauabschnitten laufende Ortskernsanierung in Ühlingen wurde nach der Ankündigung eines Straßenbauprojektes des Landes vom Ortschaftsrat Ühlingens in Gang gebracht, der diese Gelegenheit nutzen wollte und den Gemeinderat überzeugen konnte. Der Erste Bauabschnitt begann 2014, „sah eine zentrale Bushaltestelle (ÖPNV) vor“ und „die Verdolung des Mättlenbachs in der Kirchstraße in Sachen Hochwasserschutz“. Es folgte im Zweiten Bauabschnitt ab 2015 der Umbau eines uralten, denkmalgeschützten und ortsbildprägenden Gebäudes „zu einem sozialen Zentrum mit Tagespflege“. Ein Kindergarten wurde integriert, und in zwei Obergeschossen barrierefreie Wohnungen (mit Aufzug) eingerichtet. Mit Anbau war auch die Sozialstation unterzubringen. Mit der Deckensanierung der Landstraße „(wurde) die Boden-Infrastruktur […] komplett erneuert und dazu kam noch die Verlegung von Leerrohren für die Breitbandversorgung.“
Im Dritten Bauabschnitt ab 2018 stand die „Sanierung der Kirchstraße zwischen Rathaus und Kirche“ auf dem Programm und der Umbau des verkommenen Kurparks zum Mehrgenerationenpark. Die Straßensanierung konnte auch auf Anliegerbereiche ausgeweitet werden, „viele der Anlieger waren bereit, sich aktiv mit ihren Grundstücken zu beteiligen.“ Abschluss der Ortskernsanierung war im Mai 2021, das „Einweihungsfest zur OKS soll noch stattfinden.“

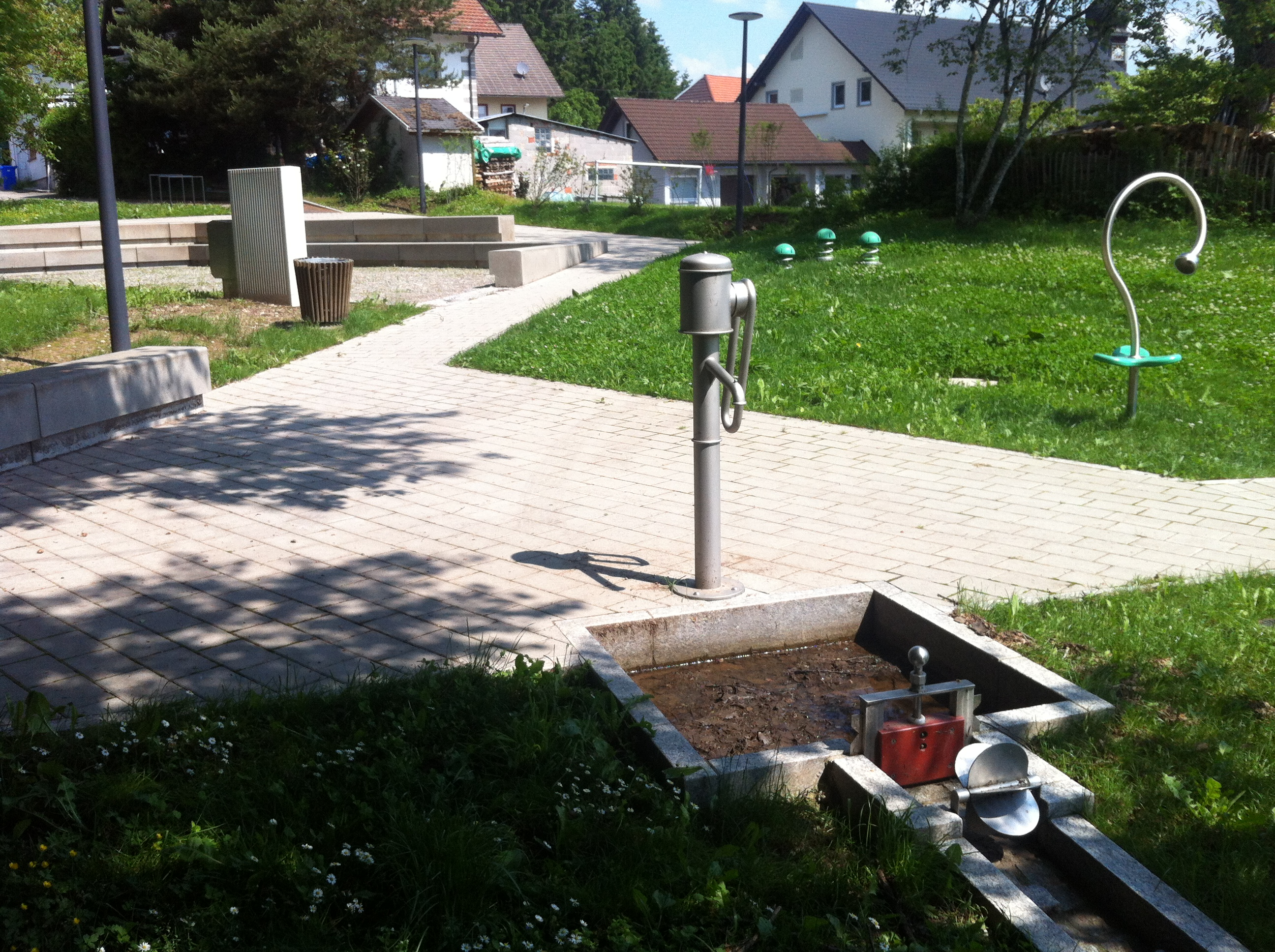
Der 2021 fertige Mehrgenerationenpark in Ühlingen

### Mehrgenerationenpark
Der im Juli 2021 offiziell eröffnete Mehrgenerationenpark war ein Wunsch des Ortschaftsrates Ühlingen. Er ersetzt den ehemaligen Kurpark, der als Grünfläche „in Zeiten des Krieges von der Gemeinde in Gartenzellen aufgeteilt und den Bürgern, die kein Eigentum hatten, zur Verfügung gestellt wurden.“ Danach und im „aufstrebenden Fremdenverkehr hatten die Zimmervermieter die Fläche aufgewertet“ und in den 70er Jahren ein Gartenbauspezialist „ein Kleinod daraus gemacht, doch mit den Jahren verfiel das Gelände zu einer ungepflegte Wiese.“ Die Entscheidung zur Umgestaltung der Fläche fiel im Oktober 2018, die Kosten beliefen sich „in Höhe von rund 200.000 Euro. […] Der Park ist für alle Generationen konzipiert und sollte keinesfalls ein reiner Spielplatz werden. […] Groß war das Interesse der Ühlinger bei der Eröffnung.“
Bauplätze und Gebäude
Nachdem es „derzeit keine Bauplätze“ gibt, sollen „Erweiterungsmaßnahmen [… (Karl-Sternadel-Weg)] spätesten 2023 auf den Weg gebracht werden.“ Sanierungen: Fassade der Schlüchttal-Schule und Fensterfront sowie Dach der Schlüchttalhalle. Erweiterung des Kindergartens, Kosten rund eine Million Euro.
Gewerbegebiet
Erweiterung mit Anbindung an die L 157. Zwei Straßensanierungen und des „Kreuzungsbereich in Oberwitzhalden von Unterwitzhalden kommend.“ Der Ortschaftsrat setzt Eigenmittel in Höhe von 11.000 Euro für Feldwegesanierung, Verschönerungsmaßnahmen und den „Austausch zweier Holzbrücken über die Schlücht“ ein.
Private Initiative
Der Gastronom Daniel Frech (Posthorn) und Braumeister Konstantin Ziller aus Birkendorf eröffneten im August 2019 die Brauerei „Brauschopf“ mit drei Sorten Bier im Angebot.

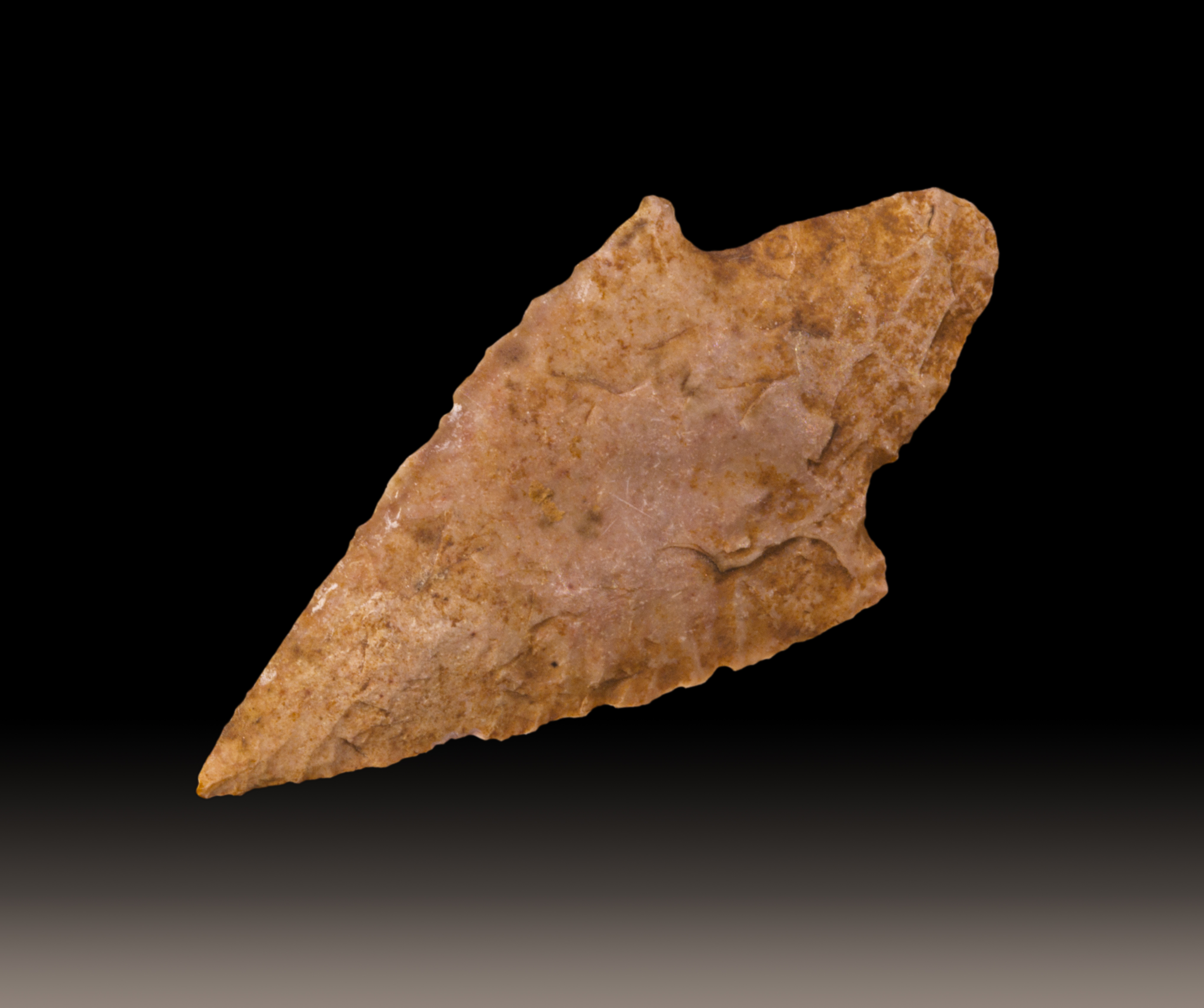
Pfeilspitze aus Hornstein aus einem Dolmen der Jungsteinzeit

## Geschichte
Der Urgeschichte, wahrscheinlich der Jungsteinzeit zuzuordnen, sind bei Ühlingen, Im Stocken, (620-630 m), Funde bekannt: 1925 und 1938 wurden auf einem Südosthang beim Stockenhof mehrere Silices aufgesammelt, darunter eine schön randretuschierte Klinge sowie eine flächig gemuschelte Pfeilspitze mit gerader Basis. Rohstoff: Muschelkalk-Hornstein und Jaspis. Die Fundstelle liegt auf der welligen Muschelkalkhochfläche westlich der Steina. Verbleib: Früher Priv.-Slg. E. Güntert, Mauchen. Lit.: Mein Heimatland 12, 1925, 123.
Römerzeit

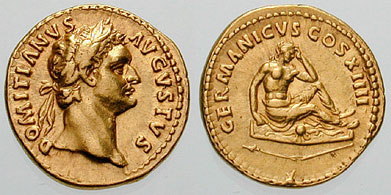
Domitian, auf der Rückseite die besiegte, trauernde Germania

Auf der Gemarkung wurden römische Münzen von Domitian und Hadrian gefunden – wahrscheinlich im Bereich der römischen Anlage (Villa Rustica) auf Breitwiesen, nahe dem heutigen Breitwieser Hof am Ausgang der Schlüchttalstraße. Das offensichtlich in großer Menge vorhandene Steinmaterial der römischen Villa diente mit Sicherheit auch folgenden Hof-Bauten. Unweit wurden auch in Obermettingen römische Grundmauern gefunden und es gibt auch Hinweise auf Straßenbau (entsprechende Namen mehrfach heute noch erhalten).

### Alamannen und Franken
Die zahlreichen, wie auch bei Ühlingen auf -ingen lautenden Ortschaftsnamen bezeugen im Umfeld alemannische Siedlungsgründungen, die – in sicherer Entfernung von der römischen Verteidigungslinie entlang des Hochrheins im 4. Jahrhundert – auch schon früh gegründet worden sein könnten (Höfe).
Im Gegensatz zu den Alamannen mieden die Franken die römischen Ruinenorte nicht, sondern bauten die meist auch verkehrsgünstig gelegenen Plätze nach ihren Siegen seit Ende des 6. Jahrhunderts und der Besetzung der Alamannia, mit dem Steinmaterial zu einem Netz befestigter Orte aus. Die Gaueinteilung des Landes wurde unter Karl dem Großen um 800 eingeführt.
„Der Ort Uehlingen (ûlo=Eule) kommt urkundlich schon 816 als Hullingun vor. 1166 hieß es Ulingen, 1277 Ulingin und 1280 Ulingen. 1517 tritt der Name als Uelingen auf.“„Durch den Albgau-Grafen Gotsbert kam Hullingen größtenteils an das Kloster St. Gallen.“ Der heute noch umstrittene Graf Kuno von Öhningen (und spätere Herzog Konrad I. (Schwaben)) soll sein im Jahre 965 gegründetes Kloster Öhningen „mit reichen Gütern“ aus Hullingen (?) ausgestattet haben. Mit der Rodung weiter Waldgebiete wurde die Region Südschwarzwald ab dem 10. Jahrhundert immer weiter erschlossen und besiedelt. Ühlingen hatte einst einen eigenen Adel.

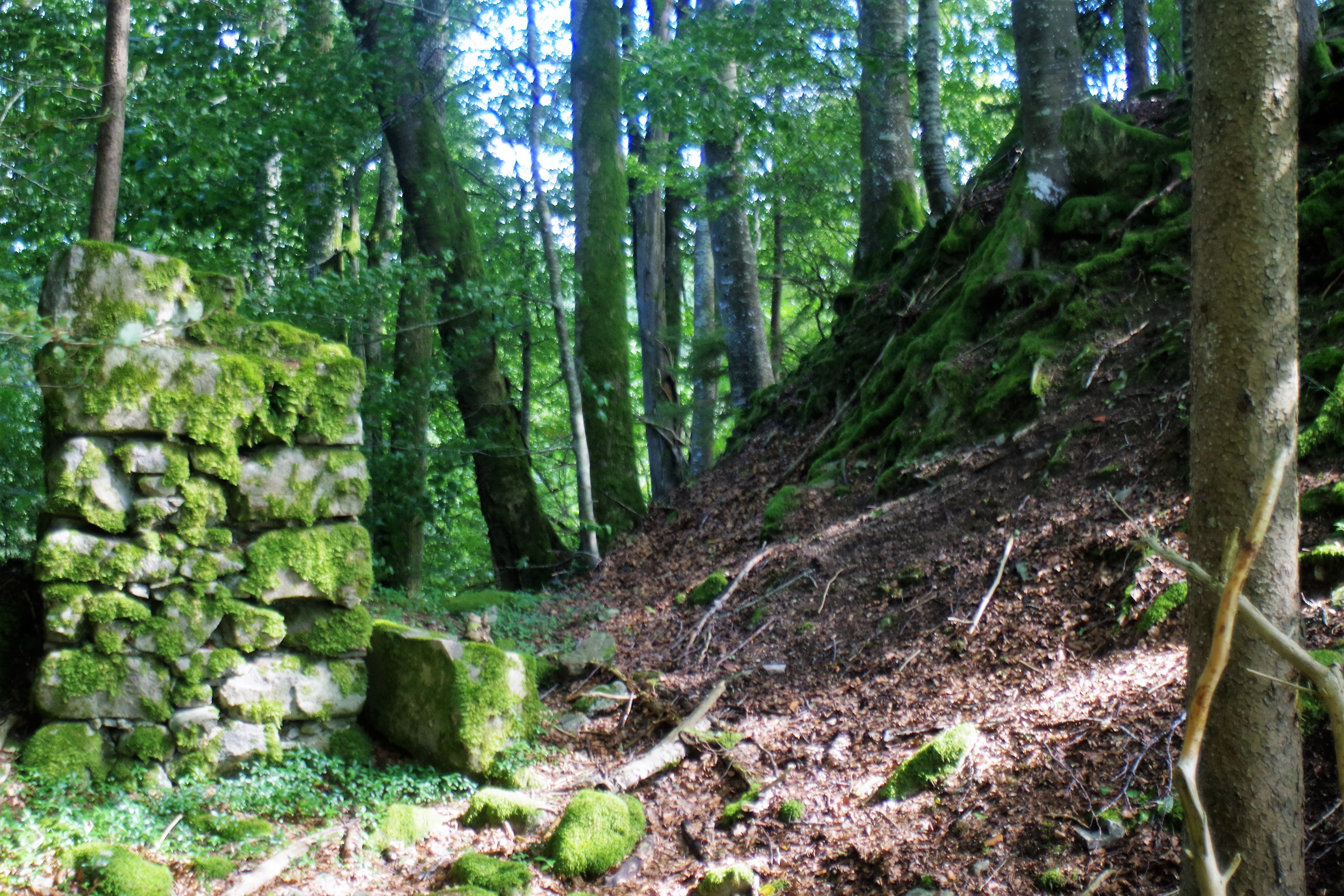
Ruine Mandach, Rest des Brückenpfeilers am Burggraben

### Die Edlen von Ühlingen
Ihr Wappen führte einen fünfmal schräg geteilten Schild im Siegel. „Die Edlen von Uehlingen waren Dienstmannen des Stiftes Oehningen und werden als besondere Wohltäter des Klosters Riedern genannt.“ Vom Ritter Arnold von Ühlingen geht die Sage, er habe „lange dem Schwerte gedient“ und sei dann „in das Kloster St. Blasien eingetreten, wo er die Schweine hütete.“
Die Edelfamilie soll auf Schloss Mandach bei Riedern gewohnt haben, später ließ sie sich in Schaffhausen nieder und vererbte durch Heirat Uehlingen an das dortige Patriziergeschlecht im Thurn. Dies ist auf das Jahr 1329 datiert.
„Noch im 14. Jahrhundert wird ein ‚Eberhart von Uilingen‘ genannt.“
Von den Im Thurn ging Ulingen „1457 an die Edlen Rumlang zu Gutenburg … Text der Urkunde: „Ich Hans Wilhelm im Thurn zu Jestetten hab zu kouffen geben Dietrich von Rumlang zu Gouttenburg ritter daz dorf Ulingen mit gerichten, mit zwingen, mit bennen 1457.““

### Verkauf ans Kloster St. Blasien
„Dietrich von Rumlang hatte 10 Jahre zuvor auch die Gutenburg gekauft. Dieser wiederum verkaufte am St. Hilaritag (20.12.) 1480 mit Zustimmung seiner Gemahlin Fronegk geborene Landenberg zu Greifensee, das ganze Dorf Ühlingen, dazu seine Leute, den Korn-, Wein-, den Heu- und Lämmerzehnten und den St. Martins Groß- und Kleinzehnten an Abt Christoph von St. Blasien. Dadurch wurde St. Blasien jahrhundertelang der Grund- und Zehntherr, auch hatte das benachbarte Kloster Riedern hier einige alte Rechte.“

### Bauernkrieg
„Die Bauern im Schlüchttal machten mit dem Hauptmann Hans Müller von Bulgenbach gemeinsame Sache. […] Kaspar Gyser von Ühlingen gehörte zu den Bauernabgeordneten, mit denen 1524 der Rat von Schaffhausen verhandelte, um in dem offenen Streit der Bauern gegen den Adel zu vermitteln.“ 1525 plünderten die Bauern der weiten Umgebung das Kloster Sankt Blasien und sprengten auch Teile der Anlagen. Ühlingen gehörte zur Grafschaft Bonndorf und kam 1806 zum Großherzogtum Baden.

### 19. und 20. Jahrhundert
Eine Reihe von Großbränden zerstörte ab 1886 das Dorf: „Das alte Ühlingen von einst ist verschwunden und mit ihm die schönsten, alten, geräumigen mit Schindeln eingedeckten Schwarzwaldhäuser. So fielen am 8. September 1890 einem Großbrand in der Walligaß 10 Häuser zum Opfer. […] Im heißen, trockenen Sommer 1911 […] breitete sich (ein Feuer) mit rasender Geschwindigkeit aus und äscherte im Ortsteil Holz neun Häuser ein.“ Besonders tragisch war 1930: Achtmal ertönte in jenem Jahr Feueralarm in Ühlingen: „Die Ühlinger Bevölkerung war damals so verängstigt, daß sie in den Kleidern die Nächte verbrachte und in den einzelnen Häusern die Familienangehörigen nachts abwechseln Haus und Scheuer auf Feuergefahr kontrollierten. […] Dem letzten großen Brand fiel am 11. November 1955, morgens um vier, das ‚Gasthaus zur alten Post‘ zum Opfer, [so wie schon 1886] es herrschte damals eine große Kälte, daß trotz des Brandes die Eiszapfen an den Dachrinnen nicht schmolzen (und) das Wasser in den Löscheimern zu Eis erstarrte.“
Im Ersten Weltkrieg fielen 19 Ühlinger. Im Zweiten Weltkrieg waren 38 Gefallene und 26 Vermisste zu beklagen. 1952 folgte die Errichtung eines Kriegerdenkmals.

### Zweiter Weltkrieg
Am Kriegsende im Südschwarzwald, am 24. April 1945 zogen sich deutsche Kampfverbände aus Waldshut kommend nach Ühlingen zurück. In den Vormittagsstunden des 25. April erhielten die Truppen von dem im Breitwiesenhof (später Kindersanatorium) eingerichteten Gefechtsstand den Befehl, Ühlingen zu verteidigen.

„Ein Pionierkommando erhielt den Befehl, das Schlüchttal beim Schwedenfelsen durch Sprengungen der riesigen Felsen unpassierbar zu machen. Der das Sprengkommando führende Feldwebel war, angesichts der Sinnlosigkeit jeder Verteidigung in der damaligen Situation, zuvor von der Gemeindeverwaltung insgeheim gebeten worden, den Befehl nicht durchzuführen. Der Feldwebel […] nahm die Verantwortung auf sich und warf die Sprengladung in die Schlücht.“

Das Dorf selbst sollte dennoch verteidigt werden und „erst in einer letzten Unterredung gelang es dem Bürgermeister (Erwin Probst) den Regimentskommandeur von einer Verteidigung des strategisch so unwichtigen Uehlingen abzubringen. In der Nacht vom 25. auf den 26. April 1945 wurden die Waffen der Soldaten und des Volkssturms eingesammelt und im Rathaus verwahrt.“ Am 26. morgens wurde von jedem Ühlinger Haus die weiße Fahne gehisst. Um 13:45 „rollten die ersten französischen Panzer, von Grafenhausen kommend, in Uehlingen ein.“
Evakuierung des Jestetter Zipfels
„Bis zum Februar 1946 wurde Uehlingen von 200 Mann französischer Besatzung belegt. An den Pfingsttagen des Jahres 1945 trafen 800 Jestetter Einwohner in Uehlingen ein. Aufgrund einer Willkürmaßnahme der französischen Besatzung mußten sie, wie noch andere Gemeinden, für mehrere Monate ihre Heimat als Evakuierte verlassen.“

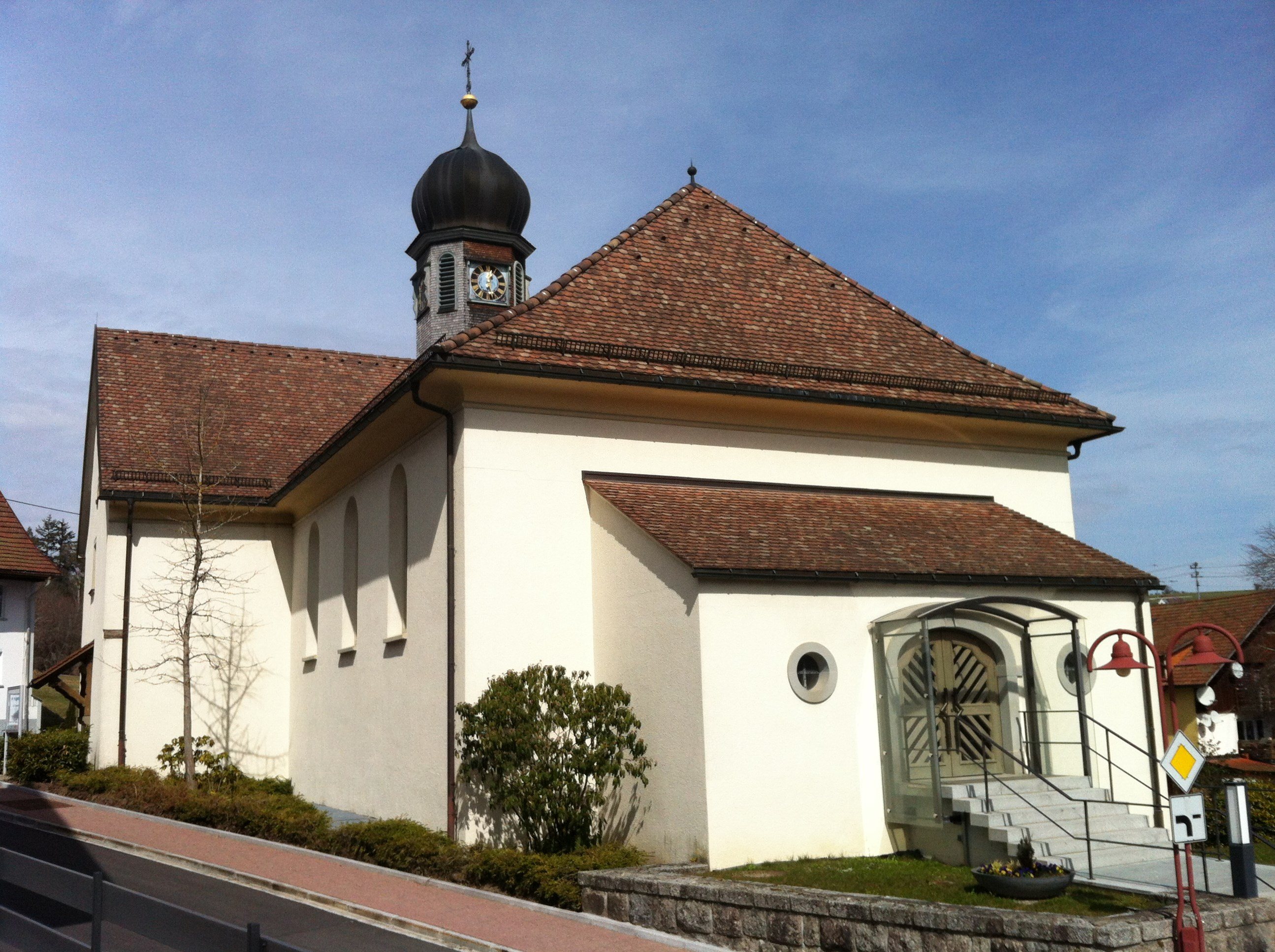
Die heilige Ursula – Ursula von Köln – gilt als Legende.

## Religiöses Leben
Die Kapelle im Ort, 1808 erbaut, ist der heiligen Ursula geweiht. 1951 wurde die Kapelle zur Kirche umgebaut.
An der Straße von Ühlingen nach Untermettingen „steht im Gewann Bildäcker die Jakobuskapelle. Patrozinium ist am 25. Juli. Nach alter Überlieferung – urkundliche Aufzeichnungen sind offensichtlich nicht vorhanden – finden seit fast 190 Jahren jeweils an den (drei) Sonntagen vor Jakobi Flurprozessionen statt. Die Kapelle soll erstellt worden sein, nachdem schwere Unwetter im Raum Ühlingen am Anfang des 19. Jahrhunderts die gesamte Ernte vernichtet hatten.“
Der gute Boden wurde am Standort zu Tal geschwemmt. Der damalige Gemeinderat unter Bürgermeister Ferdinant Kech legte 1835 ein Gelübde ab, Prozessionen zur Kapelle abzuhalten. „Jede Familie des Dorfes wurde dazu verpflichtet, dass sich mindestens eine Person an der Prozession beteilige. Zuwiderhandlungen wurden von der Ortspolizeibehörde bestraft.“ Die Kapelle wurde 1946/47 provisorisch erneuert und 1980 von Grund auf größtenteils mit Spendengeldern renoviert.

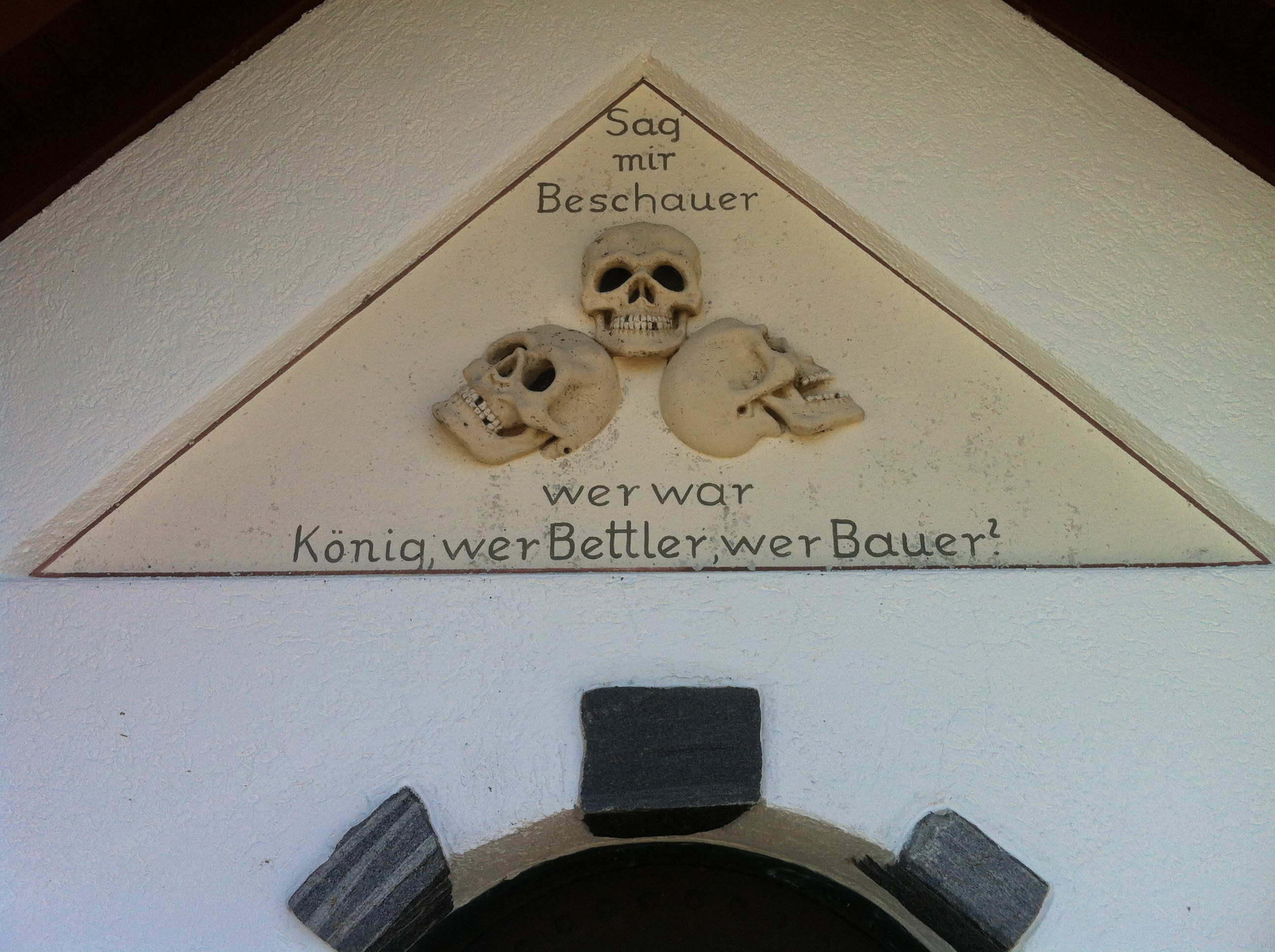
Relief von Erich Rastätter

Markant ist das „von Erich Rastätter geschaffene Relief mit den drei Totenschädeln.“ Auch „das Gemälde an der Stirnseite im Innern stammt von dem Künstler.“ Nachdem ein Ehepaar die Aufsicht 30 Jahre lang übernommen hatte, wird die Kapelle nun ebenfalls ehrenamtlich von einer Bürgerin gepflegt.
Mit den Jahren wurden die Prozessionen kleiner, fanden nur noch an einem Sonntag statt oder fielen ganz aus. Der Ortsvorsteher Klaus Müller rief die Tradition „zusammen mit der katholischen Filialgemeinde St. Ursula wieder ins Leben.“ Die Flurprozessionen finden heute nicht mehr statt, „was auch dem Verkehr auf der L 158 geschuldet ist. Dafür findet ein Gottesdienst vor der Kapelle statt und Gemeindeteam und Ortschaftsrat laden anschließend zum Grillen ein.“
Wegzeichen
„Zwischen Ühlingen und Witzhalden steht am Wege ein Marterl. Es stand früher im Acker selbst an der Stelle, wo einst ein Bauer von zwei bewaffneten Reitern beim Pflügen überfallen und erschlagen wurde.“ Matt-Willmatt schreibt, dies geschah während des Dreißigjährigen Krieges (in der Region 1632 bis 1648).

### Wappen

Wappen von Ühlingen (1964) und 1975 auch der Gemeinde Ühlingen-Birkendorf

„In den zwanziger Jahren des 19. Jahrhunderts führte die Gemeinde ein ovales Prägesiegel mit der Inschrift ‚VOGTEY ÜHLINGEN‘. Es zeigt im Wappenschild einen nach oben offenen Kranz, über dem Schild schräggekreuzt ein Rutenbündel und einen Anker. […] In einem ovalen Prägesiegel aus der Zeit nach 1870 ist der Kranz geschlossen. […] 1903 nahm die die Gemeinde auf Vorschlag des Generallandesarchivs als Wappen an: in Silber einen mit acht Rosen belegten grünen Kranz.“
1938 beantragte die Gemeinde ein etwas heroischer begründetes Wappen, „infolge des Kriegsausbruchs wurde die Sache nicht weiter verfolgt.“ 1964 kam die Gemeinde wieder auf Oberwappen des alten Siegels zurück und das Generallandesarchiv verlieh dieses in heutigen Farben Weiß-Rot. Es wurde auch für die Gesamtgemeinde Ühlingen-Birkendorf übernommen (Beschreibung siehe dort).

## Persönlichkeiten
- Karl Albiker, (1878–1961), Bildhauer und 1919 bis 1945 Leiter eines Meisterateliers an der Akademie der Künste in Dresden, 1929 bis 1931 Direktor.
- Kurt Behringer, Ordinarius der Nervenklinik der Universität Freiburg/Breisgau.
- Franz Brecht, Rektor der Wirtschaftshochschule Mannheim.
- Lehrer Gromann (in Ühlingen ab 1772), Stifter des Schul- und Armenfonds, Ratsschreiber, erstellte ab 1772 „lückenlose Standesamtbücher.“
- Leo Villinger, Sägewerksbesitzer, führte 1907 das elektrische Licht in Ühlingen ein. 1910 meldete er den ersten Lastkraftwagen im Amtsbezirk Waldshut an.[17]